# Andriej Kutiejkin
Andriej Wasiljewicz Kutiejkin, ros. Андрей Васильевич Кутейкин (ur. 30 września 1984 w Wolsku) – rosyjski hokeista, reprezentant Rosji.

## Kariera
- Łokomotiw 2 Jarosław (2000/2001)
- Awangard-WDW Omsk (2001)
- Saławat Jułajew Ufa (2001-2003)
- Kristałł Saratów (2003–2005)
- Saławat Jułajew Ufa (2005–2013)
- SKA Sankt Petersburg (2013–2016)
- Awangard Omsk (2016)
- Dinamo Moskwa (2016-2018)
- Spartak Moskwa (2018-)

Wychowanek Traktora Czelabińsk. Od 2005 do 2013 przez dziewięć sezonów był graczem Saławatu Jułajew Ufa. Od czerwca 2013 zawodnik SKA Sankt Petersburg, związany dwuletnią umową. Odszedł z klubu z końcem kwietnia 2016. Od maja 2016 zawodnik Awangardu Omsk. Od końca października 2016 zawodnik Dinama Moskwa w toku wymiany za Aleksandra Osipowa. Odszedł z klubu w kwietniu 2018. W maju 2018 został zawodnikiem Spartaka.

## Sukcesy
Klubowe
- Złoty medal mistrzostw Rosji: 2008, 2011 z Saławatem Jułajew Ufa, 2015 ze SKA Sankt Petersburg
- Brązowy medal mistrzostw Rosji: 2010 z Saławatem Jułajew Ufa
- Puchar Kontynentu: 2010 z Saławatem Jułajew Ufa
- Puchar Gagarina – mistrzostwo KHL: 2011 z Saławatem Jułajew Ufa, 2015 ze SKA Sankt Petersburg
- Puchar Otwarcia / Łokomotiwu: 2008, 2011 z Saławatem Jułajew Ufa

Indywidualne
- KHL (2010/2011):
  - Najlepszy obrońca finałów o Puchar Gagarina
- KHL (2016/2017):
  - Czwarte miejsce w klasyfikacji strzelców wśród obrońców w fazie play-off: 3 gole